# زیارتگاه و تفرجگاه خضر نبی
زیارتگاه و تفریحگاه خضر نبی اکبرآباد کوار مهم‌ترین جاذبه دیدنی اکبرآباد کوار در استان فارس است.

## موقعیت
این تفرجگاه و زیارتگاه در کوه اکبرآباد قرار دارد که جهت دسترسی به آن با هر وسیله نقلیه‌ای امکان‌پذیر است. درونی‌ترین قسمت زیارتگاه محل تلاقی سه سنگ عظیم است که زیارتگاه اصلی اینجا می‌باشد. سنگ سوم عمود بر راستای قبله می‌باشد و روی آن علامت یک دست به صورت کنده کاری مشاهده می‌شود و کلمه «الله» نیز درون دست دیده می‌شود. البته سند معتبری وجود ندارد که نشان دهنده قدمت و دلیل این علامت‌ها باشد.

## امکانات
این مجموعه شامل بخش‌های زیر است:
1. سرسره سنگی
2. مجموعه آبنارنگ
3. چشمه و آب‌انبار طبیعی خضر
4. غارهای طبیعی
5. تپه گل نرگس
6. صخره سنگی(تُوَر) یا مهدی
7. مجموعه کوه‌های سنگی و کمرهای هموار و عظیم
8. امکانات رفاهی برای اسکان گردشگران

سرسره سنگی
این سرسره به طول تقریبی ۱۸ متر در قسمت بالای زیارتگاه قرار دارد که سنگی و به رنگ جگری است. این سرسره محل مناسبی برای سرگرمی و تفریح همراه با ورزش کودکان و نوجوانان است. البته گاهی اوقات بزرگسالان نیز می‌توانند با سُر خوردن روی آن خاطرات کودکی خود را زنده کنند.
مجموعه آبنارنگ
آنان که عاشق صخره نوردی هستند می‌تواند از طریق سرسره به آبنارنگ بروند. البته تجهیزاتی که در این محل نصب شده‌است مشکلات صعود به آبنارنگ را رفع کرده‌است به‌طوری‌که تقریباً راحت‌تر می‌توان به آنجا صعود کرد. البته راه دومی نیز وجود دارد و آن از طریق کمر سمت راست کوه می‌باشد. علاوه بر طبیعت زیبا و سرسبز آبنارنگ، چکه آب از سقف سنگی (اشکفت) به درون کوزه‌ها و ظروف سنگی که زیر سقف قرار دارد و نوشیدن این آب خنک و گوارا می‌تواند برای گردشگران بسیار لذت بخش و آرام بخش باشد.
چشمه و آب انبار طبیعی خضر
قبل از زیارتگاه خضر (ع) و پایین پله‌ها آب انبار طبیعی وجود دارد که به وسیلهٔ مصالح مرمت گردیده و یک شیر خروجی دارد. آب درون آن همیشه خنک و گوارا و دارای TDS ۱۵۲ می‌باشد. (برابر با TDS آب معدنی)این آب از طریق سرچشمه اصلی و طبیعی آن که از دل کوه می‌گذرد تأمین می‌شود.
غارهای طبیعی
کسانی که علاقه‌مند به نحوه زندگی غار نشینی هستند می‌توانند از این غارها دیدن کنند. جهت دسترسی به غار اول تقریباً راحت، غار دوم نسبتاً سخت (باید راهنما داشته باشید و به خصوص جهت مسیر برگشت) و غار سوم خیلی سخت می‌باشد. (فقط با تجهیزات مخصوص صخره نوردی امکان‌پذیر است.) 
درون غارها سکوهایی به صورت کنده کاری روی سنگ و برخی نیز به وسیلهٔ مصالح (ساروچ) تشکیل شده‌است که می‌تواند یادآور زندگی غارنشینی انسانهای قدیمی (گَبر) باشد. ابعاد اتاق واقع در غار اول ۷۰/۲ در ۶۳/۴ متر می‌باشد و ابعاد دیوار نیز از ۴۴ تا ۷۴ سانتیمتر متغیر است. غار اول و دوم به وسیلهٔ چند تونل با هم ارتباط دارند. این تونل‌ها علاوه بر اینکه یک مسیر ارتباطی بین دو غار می‌باشد؛ بالای آن‌ها یک قفل سنگی بزرگ نیز وجود دارد که احتمالاً برای بستن راه غارها از تهاجمات دشمن یا حیوانات وحشی و درنده به این غارها بوده‌است. این تونل‌ها هم به صورت عمودی و هم افقی و با ابعاد ۹۶ در ۴۳ سانتیمتر در دل کوه کنده کاری شده‌اند. در بدنه تونل‌های عمودی چاله‌هایی جهت قرار دادن دست و پاها درون آن و برای سهولت در بالا رفتن تعبیه شده‌است.
تپه گل نرگس
در قسمت شرقی دامنه کوه تپه‌ای وجود دارد که با ۷۰ نهال درخت مزین شده و نزدیک به ۶۰۰ بوته گل نرگس روی آن کاشته شده‌است. رایحه دل انگیز گل‌ها در فصل زمستان می‌تواند هر گردشگر خوش ذوقی را مجذوب این طبیعت زیبا کند.
صخره سنگی(تُوَر) یا مهدی
در سمت راست تپه گل نرگس تُوَر یا مهدی مشاهد می‌شود که یکی از بزرگترین متن سنگ‌نوشته‌های استان با نام مقدس «یا مهدی» به طول۶۰ متر و عرض ۳۹ متر در این محل قرار دارد. نزدیکی این صخره به تپه گل نرگس می‌تواند یادآور رابطه مهدی با مادرش (نرگس) باشد.
مجموعه کوه‌های سنگی و کمرهای هموار و عظیم
این مجموعه کوهها و کمرها که اثری هنرمندانه از خالق هستی است همراه با آواز زیبا و دلنشین پرندگان و به خصوص ترنمات و چَه چَه بلبل و مشاهده اوج پرواز پرندگان شکاری و به خصوص عقاب در غارها و قله کوه علاوه بر اینکه لذت خاصی دارد یادآور شکوه و عظمت قدرت پروردگار نیز می‌باشد. در دل برخی سنگ‌های عظیم مجسمه‌هایی به صورت طبیعی شکل گرفته‌اند که بسیار زیبا هستند. یکی از آن‌ها شبیه به عقابی روی سنگ و دیگری شبیه به یک شتر در حال استراحت می‌باشد.
امکانات رفاهی
جهت رفاه حال گردشگران و زوار تعداد ۴۵ سکو در این مجموعه تفریحی و زیارتی ساخته شده‌است که ظرفیت تمام سکوها ۱۶۰۰ نفر می‌باشد. از لحاظ برق و سیستم روشنایی ۲ عدد ژنراتور با قدرت ۶۵ کیلووات (معادل ۶۵۰ لامپ ۱۰۰ وات) خریداری و نصب شده که هیچگونه مشکلی از این لحاظ وجود ندارد. برای سرگرمی کودکان و نوجوانان نیز مجموعه‌ای از تجهیزات سرگرمی و تفریحی (سرسره، تاب، الاکلنگ، چرخ و فلک و ...) قرار داده شده‌است. از نظر سیستم آبرسانی، سرویسهای بهداشتی و ... هیچگونه مشکلی وجود ندارد.

## منبع
- سایت بزرگ شهر اکبرآباد www.akbarabad.ir
- نشریه خشت اول اکبرآباد کوار